# Trichoniscoides cavernicola
Trichoniscoides cavernicola är en kräftdjursart som först beskrevs av Gustav Budde-Lund 1885.  Trichoniscoides cavernicola ingår i släktet Trichoniscoides och familjen Trichoniscidae. Inga underarter finns listade i Catalogue of Life.